# Бриж Олександр Михайлович
Олекса́ндр Миха́йлович Бриж (нар. 10 вересня 1947, Лиман) — український журналіст, головний редактор газети «Донбасс». Заслужений журналіст України.

## Життєпис
Народився на Донеччині. Закінчив Донецький державний університет (1975). Працював у редакції обласної газети «Комсомолец Донбасса» (1975—1981), від 1981 р. — заступник головного редактора, від 1996 р. — головний редактор обласної газети «Донбасс».

## Творчість
Автор книжок «Золотой ледоруб» (1982), «Туристские маршруты Донетчины» (1985), «Маршруты выходного дня» (1989), публіцистичних збірників і статей.

## Громадська діяльність
Голова Донецької обласної організації Національної спілки журналістів України (1997—2016), секретар Національної спілки журналістів України. Активно сприяв спорудженню в Донецьку меморіалу полеглим під час Другої світової війни журналістам (1990-го відкрито пам'ятний знак; 1999-го — меморіальні дошки) та виданню книжки «Солдаты слова» (2001) про журналістів-фронтовиків.

## Нагороди
Орден «За заслуги» II та III ступенів, почесне звання «Заслужений журналіст України», медаль «За трудову доблесть».
3 листопада 2014 року став лауреатом премії за захист свободи слова імені Ігоря Лубченка.